# Top 40-lijst van week 2, 1965
Deze hits stonden op 9 januari 1965 in week 2 in de Nederlandse Top 40.

## Top 40 week 2, 1965
| Rang | Land    | Artiest                   | Titel                                     | Rang vorige week | Aantal weken in de Top 40 | Hoogste positie | Aantal punten |
| ---- | ------- | ------------------------- | ----------------------------------------- | ---------------- | ------------------------- | --------------- | ------------- |
| 1    | GB      | The Beatles               | I Feel Fine                               | 1                | 2                         | 1               | 80            |
| 2    | CA      | Lucille Starr             | The French Song                           | 2                | 2                         | 2               | 78            |
| 3    | US      | Roy Orbison               | Pretty Woman                              | 3                | 2                         | 3               | 76            |
| 4    | GB      | The Rolling Stones        | Little Red Rooster                        | 21               | 2                         | 4               | 57            |
| 5    | NL      | Willeke Alberti           | Mijn Dagboek                              | 6                | 2                         | 5               | 71            |
| 6    | NL      | Imca Marina               | Harlekino                                 | 5                | 2                         | 5               | 71            |
| 7    | IT      | Adamo                     | Dolce Paola                               | 4                | 2                         | 4               | 71            |
| 8    | US      | The Supremes              | Baby Love                                 | 15               | 2                         | 8               | 59            |
| 9    | GB      | Petula Clark              | Downtown                                  | 27               | 2                         | 9               | 46            |
| 10   | GB      | Julie Rogers              | The Wedding                               | 9                | 2                         | 9               | 63            |
| 11   | GB      | The Rolling Stones        | Tell Me                                   | 16               | 2                         | 11              | 55            |
| 12   | GB      | The Rolling Stones        | Time Is On My Side                        | 10               | 2                         | 10              | 60            |
| 13   | GB      | Cliff Richard             | I Could Easily Fall (In Love With You)    | 8                | 2                         | 8               | 61            |
| 14   | NL      | Gert en Hermien Timmerman | In Der Mondhellen Nacht                   | 7                | 2                         | 7               | 61            |
| 15   | US      | Jay and the Americans     | Come A Little Bit Closer                  | 37               | 2                         | 15              | 30            |
| 16   | US      | The Supremes              | Where Did Our Love Go                     | 23               | 2                         | 16              | 43            |
| 17   | US      | The Supremes              | Come See About Me                         | 31               | 2                         | 17              | 34            |
| 18   | DE      | Ronny                     | Kenn Ein Land/Kleine Annabell             | 25               | 2                         | 18              | 39            |
| 19   | GB      | The Kinks                 | All Day And All Of The Night              | 17               | 2                         | 17              | 46            |
| 20   | NL      | ZZ en de Maskers          | Ik Heb Genoeg Van Jou                     | 32               | 2                         | 20              | 30            |
| 21   | GB      | The Beatles               | If I Fell                                 | 26               | 2                         | 21              | 35            |
| 22   | US      | Gene Pitney               | I'm Gonna Be Strong                       | -                | 1                         | 22              | 19            |
| 23   | GB      | Sandie Shaw               | Always Something There To Remind Me       | 18               | 2                         | 18              | 41            |
| 24   | DE      | René Carol                | Du Darfst Nicht Weinen                    | -                | 1                         | 24              | 17            |
| 25   | US      | Roy Orbison               | Pretty Paper                              | 13               | 2                         | 13              | 44            |
| 26   | BR      | Los Indios Tabajaras      | Maria Elena                               | 39               | 2                         | 26              | 17            |
| 27   | US      | The Newbeats              | Everything's Alright                      | 28               | 2                         | 27              | 27            |
| 28   | NL      | Edwin Rutten              | Ik Moet Altijd Weer Opnieuw Aan Je Denken | 12               | 2                         | 12              | 42            |
| 29   | US      | Trini Lopez               | Adalita                                   | 33               | 2                         | 29              | 20            |
| 30   | GB      | Freddie & the Dreamers    | I Understand                              | -                | 1                         | 30              | 11            |
| 31   | US      | Jim Reeves                | There's A Heartache Following Me          | 11               | 2                         | 11              | 40            |
| 32   | NL      | Trea Dobbs                | Ik Vraag Het Aan De Sterren               | -                | 1                         | 32              | 9             |
| 33   | GR      | Trio Hellenique           | Ni Nanai                                  | -                | 1                         | 33              | 8             |
| 34   | IT / BE | Rocco Granata             | Noordzeestrand                            | -                | 1                         | 34              | 7             |
| 35   | NL      | Cocktail Trio             | Hup Hup Hup                               | 19               | 2                         | 19              | 28            |
| 36   | FR      | Marc Aryan                | Si J'etais Le Fils D'un Roi               | 14               | 2                         | 14              | 32            |
| 37   | US      | The Drifters              | Saturday Night at the Movies              | -                | 1                         | 37              | 4             |
| 38   | US      | Brenda Lee                | Ich Will Immer Auf Dich Warten            | -                | 1                         | 38              | 3             |
| 39   | US      | Jim Reeves                | I Wont't Forget You                       | 36               | 2                         | 36              | 7             |
| 40   | CA      | Lorne Greene              | Ringo                                     | 20               | 2                         | 20              | 22            |

Als een cijfer bij  'Hoogste positie'  is dikgedrukt, dan betekent dat dat het nummer in deze week zijn hoogste positie, tot deze week toe, heeft behaald.

## Nummers die vorige week wel in de lijst stonden, maar deze week niet meer
Deze week zijn er 8 nummers uit de lijst gegaan.
| Aantal weken volgehouden | Aantal punten | Hoogste positie | Rang vorige week | Land                | Artiest                      | Titel                       |
| ------------------------ | ------------- | --------------- | ---------------- | ------------------- | ---------------------------- | --------------------------- |
| 1                        | 19            | 22              | 22               | Oostenrijk          | Freddy                       | Vergangen Vergessen Vorüber |
| 1                        | 17            | 24              | 24               | Duitsland           | Geschwister Jacob            | Träume Der Liebe            |
| 1                        | 12            | 29              | 29               | Nederland           | Johnny Kendall & the Heralds | Jezebel                     |
| 1                        | 11            | 30              | 30               | Duitsland           | Manuela                      | Schneemann                  |
| 1                        | 7             | 34              | 34               | Italië              | Bobby Solo                   | Una Lacrima Sul Viso        |
| 1                        | 6             | 35              | 35               | Duitsland           | René Carol                   | Bianca Rosa                 |
| 1                        | 3             | 38              | 38               | Zuid-Afrika         | Manfred Mann                 | Sha La La                   |
| 1                        | 1             | 40              | 40               | Verenigd Koninkrijk | The Beatles                  | I Should Have Known Better  |